# Forță rezultantă

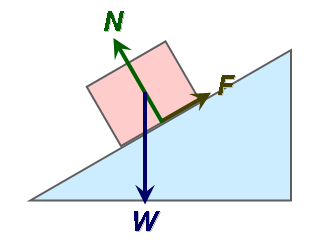
Un corp care stă pe un plan înclinat este supus forțelor: greutate (W), reacțiune normală (N) și frecare (F)

În mecanică forța rezultantă, uzual rezultanta, este suma tuturor forțelor care acționează asupra unui obiect. De exemplu, dacă două forțe acționează asupra unui obiect în direcții opuse și o forță este mai mare decât cealaltă, forțele pot fi înlocuite cu o singură forță care este diferența dintre forța mai mare și cea mai mică. Acea forță este rezultanta.
Când forțele acționează asupra unui obiect, ele determină accelerația lui. Rezultanta este efectul combinat al tuturor forțelor asupra accelerației obiectului, așa cum este descris de principiul al II-lea al mecanicii.
Când rezultanta este aplicată într-un anumit punct al unui obiect, momentul asociat poate fi calculat. Momentul respectiv face ca obiectul să se rotească în același mod în care l-ar roti toate forțele care acționează simultan asupra lui. Este posibil ca forțele care acționează asupra unui obiect să nu producă deloc un moment. Acest lucru se întâmplă atunci când brațul rezultantei este nul.

## Noțiunea de rezultantă
În fizică o forță este considerată o mărime vectorială. Aceasta înseamnă că nu are doar o valoare (sau mărime), ci și o direcție în care acționează. De obicei forța se notează cu simbolul F sau, uneori, cu o săgeată peste simbol pentru a indica natura sa vectorială, astfel: {\displaystyle \scriptstyle {\vec {F}}}.
Reprezentarea unei forțe este un segment de dreaptă. Acest segment începe într-un punct A, unde se aplică forța și se termină într-un alt punct B. Aceast segment oferă atât direcția forței (de la A la B), cât și mărimea ei: cu cât segmentul este mai lung, cu atât forța este mai mare.
Unul dintre conceptele esențiale din fizică este că forțele pot fi adunate, ceea ce este baza adunării vectoriale. Acest concept a fost esențial pentru fizică încă de pe vremea lui Galileo Galilei și Isaac Newton, formând piatra de temelie a calculului vectorial, generalizat la sfârșitul anilor 1800 și începutul anilor 1900. Sumarea forțelor se face ca orice adunare a vectorilor.
Când forțele sunt aplicate unui corp care nu este un singur punct material, ele pot fi aplicate în puncte diferite. Astfel de forțe sunt numite vectori legați. Pentru a obține rezultanta unor astfel de forțe, ele trebuie considerate ca fiind aplicate în același punct. Faptul că ele sunt aplicate în puncte diferite nu influențează rezultanta, dar poate determina apariția unui moment rezultant.

## Rezultantă și moment

Exemplu de adunare a două forțe (cu roșu și albastru) care nu sunt paralele, rezultanta fiind cea verde

În general, un sistem de forțe care acționează asupra unui corp rigid poate fi întotdeauna înlocuit cu o forță plus un moment. Forța este rezultanta, dar pentru a calcula momentul trebuie cunoscut brațul rezultantei. Este posibil să se găsească o orientare pentru care momentul să fie nul, dar acea orientare nu este arbitrară și de obicei nu trece prin centrul de masă al corpului asupra căruia acționează forțele, ca urmare asupra acestuia va acționa un moment. În cazul particular în care momentul este nul, corpul se mișcă fără să se rotească ca și cum ar fi un punct material.